# Piaristické gymnázium (České Budějovice)

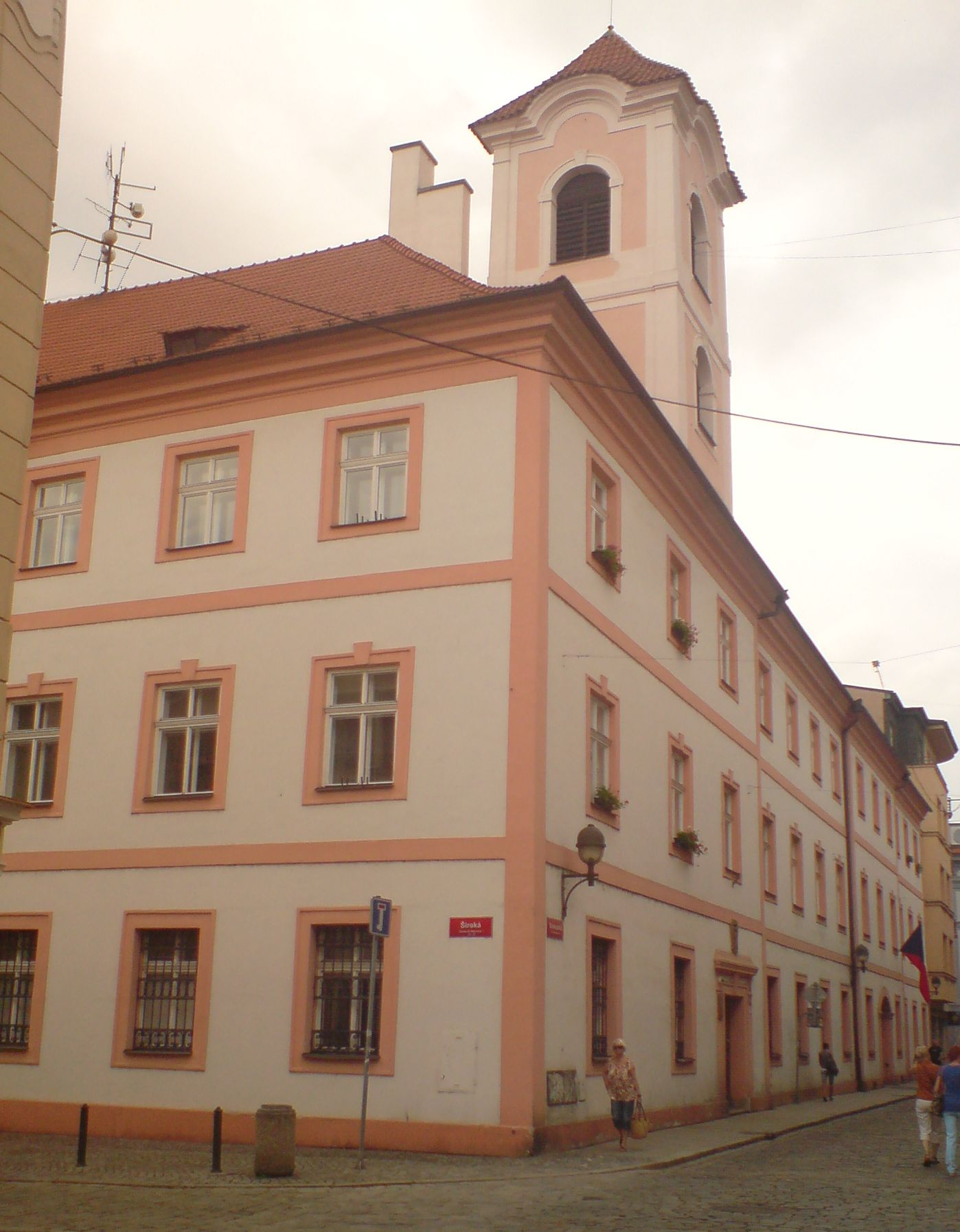
Původně budova piaristického gymnázia, od roku 1785 sídlo českobudějovického biskupství

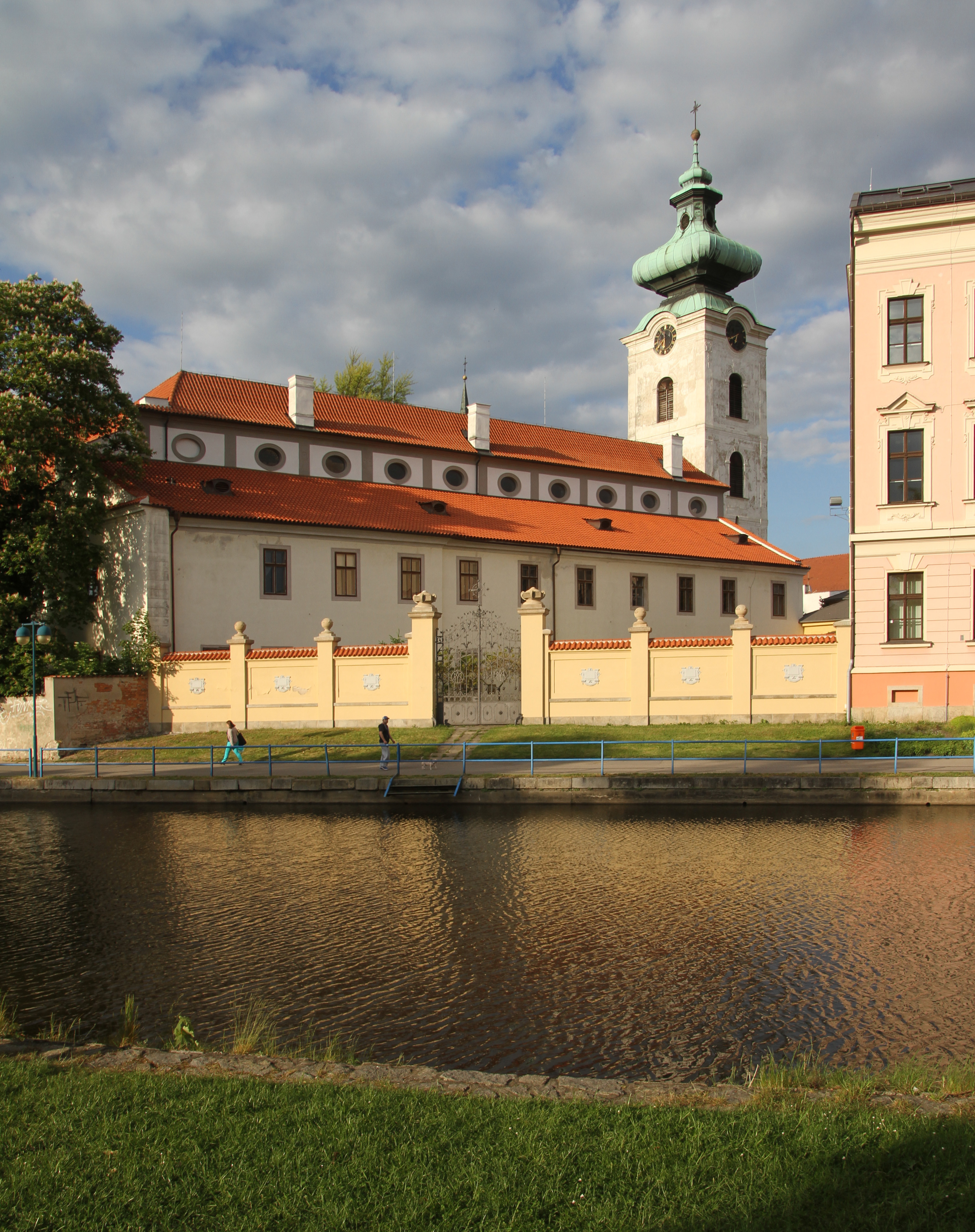
Původně dominikánský konvent, od roku 1785 do roku 1871 piaristické gymnázium

Piaristické gymnázium bylo v Českých Budějovicích založeno v roce 1761 (zakládací listina byla podepsána dne 9. 5. 1761). Popud k založení tohoto gymnázia vzešel od Gelasia Dobnera. Dne 25. ledna 1762 byla slavnostně otevřena kolej a piaristické gymnázium v Krajinské třídě; slavnostní mše byla sloužena v později zrušeném špitálním kostele sv. Václava – toto datum se považuje za počátek piaristického školství v Českých Budějovicích. V letech 1762–1769 členové řádu zbožných škol (piaristů) vyučovali v Krajinské ulici v budovách bývalého svatováclavského špitálu, který byl zrušen za josefinských reforem a v dalších domech. V letech 1763–1769 byla pro toto gymnázium postavena budova na rohu Biskupské a Široké ulice (základní kámen byl položen dne 13. dubna 1763). Do nové budovy se gymnázium nastěhovalo začátkem listopadu 1769.
Po zřízení českobudějovické diecéze v roce 1785 se do budovy gymnázia nastěhovalo nově zřízené biskupství a piaristické gymnázium začalo působit v prostorách bývalého dominikánského kláštera, zrušeného za josefinských reforem.
V roce 1804 byl při gymnáziu zřízen filozofický ústav (dvouleté filozofické učení), který byl nejdříve v Krajinské ulici, od roku 1848 pak v Kněžské ulici. V letech 1815 až 1849 na tomto ústavu vyučovali příslušníci cisterciciáckého řádu z Vyšebrodského kláštera.
Ve školním roce 1833/1834 byla zřízena školní knihovna a v roce 1843 samostatná česká studentská knihovna. Ve 40. letech 19. stol. bylo toto gymnázum z hlediska počtu studentů nejnavštěvovanějším mimopražským ústavem. V roce 1849 bylo šestitřídní gymnázium sloučeno s dvouletým filozofickým ústavem. V roce 1862 byla za vyučovací jazyk tohoto osmitřídního gymnázia ustanovena němčina. Pro české žáky byly zřízeny české třídy, které byly v roce 1867 zrušeny, což bylo impulsem pro zřízení českobudějovického českého gymnázia.
Členové piaristického řádu byli také u zrodu českobudějovické reálky.
Provoz piaristického gymnázia byl ukončen v roce 1871.

## Známí učitelé
- Josef Václav Justin Michl – národní buditel[8]

## Známí absolventi
- Vojtěch Jírovec (1763–1850) – hudební skladatel
- Antonín Jaroslav Puchmajer (1769–1820)[9] – katolický kněz, básník, romista
- Franz Xaver Maximilián Millauer (1784–1840) – teolog, rektor Ferdinandovy univerzity
- Josef Vlastimil Kamarýt (1797–1833) – katolický kněz, básník
- František Ladislav Čelakovský (1799–1852) – básník, překladatel
- Josef Krasoslav Chmelenský (1800–1839) – básník, divadelní kritik
- Vojtěch Lanna starší (1805–1866)[10] – podnikatel, průmyslník
- Hynek Zátka (1808–1886) – podnikatel a politik
- Jan Nepomuk Neumann (1811–1860)[11] – filadelfský biskup, katolický světec
- František Dobromil Kamarýt (1812–1876) – katolický kněz, spisovatel
- Josef Jan Evangelista Hais (1829–1892) – královéhradecký biskup
- Bedřich Kamarýt (1831–1911) – katolický kněz, malíř
- Mathias Pangerl (1834–1879) – historik, archivář
- Jan Nepomuk Woldřich (1834–1906)[12] – geolog, paleontolog, amatérský archeolog a politik
- Vojtěch Lanna mladší (1836–1909)[13] – podnikatel, průmyslník
- Otokar Mokrý (1854–1899) – básník, překladatel

### Poznámka
Studoval zde též August Zátka (1847–1935), který studium dokončil na gymnáziu v Jindřichově Hradci.